# Куп победника купова у фудбалу 1962/63.
Куп победника купова у фудбалу је клупско фудбалско такмичење које се у сезони 1962/63 одржало трећи пут. Број учесника у односу на прошло се повећао на 25 земаља. Учествовало је 20 националних освајача купа, три учесника су играла у финалу националних купова: Виторија Сетубал, Портдаун и ГАК, Мађарска фудбалска федерација је послала Ујпешт Дожу другопласирану у Првенству Мађарске 1961/62. и Атлетико Мадрид, освајач Купа победника купова 1961/62.
Играло се по куп систему по две утакмице од предтакмичења до финала. У случају нерешеног резултата после две утакмице са једнако гол-разликом игра се нова утакмица. У финалу се играла једна утакмица. У случају нерешеног резултата у финалу играла се нова утакмица.
Да би се добило 16 екипа за осмину финала, жребом је одређено девет парова у предтакмичењу, док се седам директво пласирало у осмину финала. Директно су се пласирали:Тотенхем хотспур, Слован Братислава, Портдаун, Нирнберг, ГАК, Шамрок роверс и Атлетико Мадрид као прошлогодишњи победник.

## Резултати

### Предтакмичење
| Меч | Клуб                    | Држава     | укупан рез. | Држава          | Клуб                      | 1. утак. | 2. утак. | Плеј оф |
| --- | ----------------------- | ---------- | ----------- | --------------- | ------------------------- | -------- | -------- | ------- |
| 1   | ОФК Београд             | СФРЈ       | 5:3         | Источна Немачка | Chemie Halle, Хале        | 2:0      | 3:3      |         |
| 2   | Ујпешт Дожа, Будимпешта | Мађарска   | 5:0         | Пољска          | Заглебје, Сосновјец       | 5:0      | 0:0      |         |
| 3   | Багнор сити, Багнор     | Велс       | 3:3         | Италија         | Наполи, Напуљ             | 2:0      | 1:3      | 1:2     |
| 4   | Лозана, Лозана          | Швајцарска | 5:4         | Холандија       | Спарта, Ротердам          | 3:0      | 2:4      |         |
| 5   | Ренџерс, Глазгов        | Шкотска    | 4:2         | Шпанија         | Севиља, Севиља            | 4:0      | 0:2      |         |
| 6   | Сент Етјен, Сент Етјен  | Француска  | 4:1         | Португалија     | Виторија Сетубал, Сетубал | 1:1      | 3:0      |         |
| 7   | Алијанс Диделанж        | Луксембург | 2:9         | Данска          | Б 1909, Оденсе            | 1:1      | 1:8      |         |
| 8   | Стеауа, Букурешт        | Румунија   | 4:7         | Бугарска        | Ботев, Пловдив            | 3:2      | 1:5      |         |
| 9   | Хибернијанс, Паола      | Малта      | (1)         | Краљевина Грчка | Олимпијакос, Пиреј        |          |          |         |

### Осмина финала
| Меч | Клуб                    | Држава     | укупан рез. | Држава        | Клуб               | 1. утак. | 2. утак. | Плеј оф |
| --- | ----------------------- | ---------- | ----------- | ------------- | ------------------ | -------- | -------- | ------- |
| 1   | ОФК Београд, Београд    | СФРЈ       | 7:4         | Северна Ирска | Портдаун, Портдаун | 5:1      | 2:3      |         |
| 2   | Ујпешт Дожа, Будимпешта | Мађарска   | 2:2         | Италија       | Наполи, Напуљ      | 1:1      | 1:1      | 1:3     |
| 3   | Лозана, Лозана          | Швајцарска | 1:2         | Чехословачка  | Слован, Братислава | 1:1      | 0:1      |         |
| 4   | Тотенхем, Лондон        | Енглеска   | 8:4         | Шкотска       | Ренџерс, Глазгов   | 5:2      | 3:2      |         |
| 5   | Сент Етјен, Сент Етјен  | Француска  | 1:5         | Немачка       | Нирнберг, Нирнберг | 0:0      | 1:5      |         |
| 6   | ГАК, Грац               | Аустрија   | 4:6         | Данска        | Б 1909, Оденсе     | 1:1      | 3:5      |         |
| 7   | Шамрок роверси, Даблин  | Ирска      | 0:5         | Бугарска      | Ботев, Пловдив     | 3:2      | 1:5      |         |
| 8   | Атлетико, Мадрид        | Шпанија    | 5:0         | Малта         | Хибернијанс, Паола | 4:0      | 1:0      |         |

### Четвртфинале
| Меч | Клуб                 | Држава       | укупан рез. | Држава   | Клуб             | 1. утак. | 2. утак. | Плеј оф |
| --- | -------------------- | ------------ | ----------- | -------- | ---------------- | -------- | -------- | ------- |
| 1   | ОФК Београд, Београд | СФРЈ         | 3:3         | Италија  | Наполи, Напуљ    | 2:0      | 1:3      | 3:1     |
| 2   | Слован, Братислава   | Чехословачка | 2:6         | Енглеска | Тотенхем, Лондон | 2:0      | 0:6      |         |
| 3   | Нирнберг, Нирнберг   | Немачка      | 7:0         | Данска   | Б 1909, Оденсе   | 1:0      | 6:0      |         |
| 4   | Ботев, Пловдив       | Бугарска     | 1:5         | Шпанија  | Атлетико, Мадрид | 1:1      | 0:4      |         |

### Полуфинале
| Меч | Клуб                 | Држава  | укупан рез. | Држава   | Клуб             | 1. утак. | 2. утак. | Разигравање |
| --- | -------------------- | ------- | ----------- | -------- | ---------------- | -------- | -------- | ----------- |
| 1   | ОФК Београд, Београд | СФРЈ    | 2:5         | Енглеска | Тотенхем, Лондон | 1:2      | 1:3      |             |
| 2   | Нирнберг, Нирнберг   | Немачка | 2:3         | Шпанија  | Атлетико, Мадрид | 2:1      | 0:2      |             |

### Финале
| Меч | Клуб             | Држава   | укупан рез. | Држава  | Клуб             |
| --- | ---------------- | -------- | ----------- | ------- | ---------------- |
| 1   | Тотенхем, Лондон | Енглеска | 5:1         | Шпанија | Атлетико, Мадрид |

| Освајач Купа победника купова у фудбалу 1962/63 |
| ----------------------------------------------- |
|                                                 |
| Тотенхем 1. Титула                              |

## Финале (детаљи)
| 1. екипа                                      | Резултат | 2. екипа |
| --------------------------------------------- | --- | --- |
| Тотенхем, Лондон                              | 5—1 (2:0) | Атлетико Мадрид, Мадрид                                                                                               |
| Датум                                         | 15. мај, 1963. | 15. мај, 1963. |
| Стадион                                       | Стадион Фејнорда, Ротердам                                                                                            | Стадион Фејнорда, Ротердам                                                                                            |
| Гледалаца                                     | 49.000 | 49.000 |
| Судија                                        | Andries Van Leeuwen (Холандија)                                                                                       | Andries Van Leeuwen (Холандија)                                                                                       |
| ФК Тотенхем хотспур (тренер : Бил Николсон)   | Бил Браун , Питер Бејкер, Морис Морман, Рон Хенри, (кап.) Тони Марчи, Клиф Џонс , Џон Вајт , Боби Смит, , Тери Дајсон | Бил Браун , Питер Бејкер, Морис Морман, Рон Хенри, (кап.) Тони Марчи, Клиф Џонс , Џон Вајт , Боби Смит, , Тери Дајсон |
| ФК Атлетико Мардид (тренер : Сабино Баринага) | , , Рамиро Родригез Валенте , , Аделардо Родригез, , Енрике Колар (кап.)                                              | , , Рамиро Родригез Валенте , , Аделардо Родригез, , Енрике Колар (кап.)                                              |
| Стрелци                                       | 1:0 16¹, 2:0 Џон Вајт 35‘, 2:1 Енрике Колар 47‘, 3:1 Тери Дајсон 67‘, 4:1 80‘, 5:1 Тери Дајсон 85‘                    | 1:0 16¹, 2:0 Џон Вајт 35‘, 2:1 Енрике Колар 47‘, 3:1 Тери Дајсон 67‘, 4:1 80‘, 5:1 Тери Дајсон 85‘                    |